# Friedrich Huber (Unternehmer)
Friedrich Huber (* 13. Juni 1913 in Wimpassing an der Pielach; † 8. Dezember 2010 in St. Pölten) war ein österreichischer Unternehmer, Rennwagenkonstrukteur sowie Motorrad- und Autorennfahrer.

## Ausbildung und Familie
Friedrich Huber kam 1913, ein Jahr vor dem Beginn des Ersten Weltkriegs, als Kind einer Bauernfamilie im damaligen österreich-ungarischen Habsburger Kronland Erzherzogtum Österreich unter der Enns zur Welt. Heute befindet sich sein Geburtsort Wimpassing an der Pielach im österreichischen Bundesland Niederösterreich. Nach dem Ende des Krieges wurde er eingeschult, besuchte die fünfklassige Volksschule in seinem Heimatort und danach die dreiklassige Bürgerschule in St. Pölten, wo er in der Folge heimisch wurde.
1928 begann er eine Lehre als Automechaniker; nach der Gesellenzeit machte er 1939 die Meisterprüfung. Die Teilnahme als Soldat am Zweiten Weltkrieg verhinderte ein Motorradunfall, bei dem er sich schwere Beinverletzungen zugezogen hatte. Fünfmal wurde er von der Wehrmacht zur Musterung geladen, wurde aber jedes Mal für dienstuntauglich erklärt. Erst in den letzten Kriegswochen, im April 1945, wurde er zum Volkssturm einzogen und sollte Kriegsdienst ins Burgenland geschickt werden. In den Wirren der letzten Kriegstage nahm er an keinen Kampfhandlungen teil.
Friedrich Huber war ab dem 3. August 1941 mit Hildegard Huber, geborene Putz (1917–1999) verheiratet. Das Paar hatte drei Söhne, die allesamt Kraftfahrzeugbau an der HTL Mödling studierten. Der älteste Sohn, Günther Huber (* 1942) war in den 1960er- und 1970er-Jahren ein erfolgreicher Autorennfahrer. Dazu kamen die Söhne Wolfgang (* 1943) (im späteren Berufsleben Kfz-Sachverständiger) und Peter (* 1944), der von 1971 bis 2019 österreichischer Generalimporteur von Kawasaki war.

## Unternehmer
Im Juni 1945 mietete Friedrich Huber in der Linzer Straße in St. Pölten eine Werkstätte mit Tankstelle und begann mit der Reparatur von Motorrädern und Automobilen. Um an der Elektrik der Kraftfahrzeuge arbeiten zu können, legte er 1952 auch die Meisterprüfung als Kfz-Elektriker ab. 1951 erhielt er einen Volkswagen-Werkstättenvertrag, 1958 wurde er Porsche-, 1961 Volkswagen- und 1972 Audi-Vertragshändler. Als 1993 die Marke Seat hinzukam, hatte das Unternehmen Standorte in St. Pölten, Melk und Wien-Hietzing und war der zweitgrößte Volkswagen-Kundendienst Österreichs. 1981 erhielt er das Silberne Ehrenzeichen für Verdienste um die Republik Österreich und trat 1984 in den Ruhestand.

## Karriere als Rennfahrer
In den 1930er-Jahren waren Motorradrennen in Österreich sehr populär. In Massen kamen Zuschauer zu den Sandbahn- und Straßenrennen. Friedrich Huber beteiligte sich ab 1933 mit einer Puch 250 an diesen Rennen und startete bei nationalen Meisterschaftsläufen. Der schwere Motorradunfall 1936, der auch seine aktive Teilnahme an den Kriegshandlungen des Zweiten Weltkriegs verhindert hatte, beendete diese Aktivitäten.
Zu Beginn der 1950er-Jahre nahm er den Rennsport, diesmal auf vier Rädern, wieder auf. Nach ersten Rennen mit einem BMW 327/28 startete er mit seinem Eigenbau mit Porsche-Motor bei Sportwagenrennen in Österreich und Westdeutschland. 1954 fuhr er mit dem Eigenbau beim Rheinland-Pfalz-Preis auf der Nordschleife des Nürburgrings. Das Rennen gewannen drei Werks-Porsche 550, angeführt von Hans Herrmann, vor Richard von Frankenberg und Helmut Polensky. Zwischen bekannten Fahrern wie Fritz Huschke von Hanstein, Edgar Barth, Karl-Günther Bechem, Helmut Niedermayr, Richard Trenkel und Wolfgang Seidel wurde Huber Vierzehnter. Hinter ihm klassierte sich ein weiterer Eigenbau-Porsche, den Otto Mathé fuhr. 1955 kam er bei zwei Sportwagenrennen in Baden bei Wien hinter Ernst Vogel jeweils als Zweiter ins Ziel.
Seinen letzten internationalen Start hatte er beim Flugplatzrennen Wien-Aspern 1957. Bekannt wurde das Rennen durch die Teilnahme dreier Werks-Ferrari. Es gewann Willy Daetwyler im Ferrari 750 Monza. Friedrich Huber fiel mit seinem Eigenbau aus. Erneut beendete ein Straßenunfall die Rennaktivitäten. Huber war mit einem Porsche 356 Carrera einen Lastkraftwagen überholenden Motorradfahrer ausgewichen und mit dem entgegenkommenden LKW kollidiert Die Folge waren sieben Knochenbrüche und das Ende des aktiven Rennsports.

## Der Huber-Porsche
1953 baute Friedrich Huber einen Rennwagen mit Porsche-Motor. Das Fahrgestell war ein geschweißter Rahmen mit einer Vorderachse aus einem VW Käfer. Der Käfer lieferte auch das Getriebe und die Hinterachse, ein Fiat die Bremsanlage. Angetrieben wurde der Wagen vom 1,1-Liter-Motor des Porsche 356. Erst bekam der Wagen eine Monoposto-Karosserie, die jedoch bald wieder entfernt wurde, da sich der Rennwagen mit dem 1,1-Liter-Motor in keine gängige Monoposto-Rennformel einordnen ließ. Das Fahrgestell wurde danach bei einem Karosseriebauunternehmen mit einer gedengelten und verschraubten Aluminium-Karosserie verkleidet. Als besondere Eigenheit hatte der Wagen im Heck ein Reserverad. 1955 erhielt er eine neue Karosserie, eine verbesserte Lichtanlage und Schnellverschlüsse für die Motorabdeckung.
Das Fahrzeug ist nicht erhalten. Ende der 1950er-Jahre wurde das Fahrgestell gemeinsam mit den Resten des 356-Unfallwagens verschrottet, da Friedrich Huber verhindern wollte, das einer seiner Söhne mit dem Rennsport beginnt. Bei Sohn Günther ist ihm das nicht gelungen.

## Friedrich Huber und Fritz Dirtl
Eine besondere Verbindung hatte die Familie Huber mit dem Motorrad-Rennfahrer Fritz Dirtl und dessen Bruder Walter. Wenn die beiden Fahrer zu den zahlreichen Rennveranstaltungen in den Westen fuhren, kamen sie mit ihren auf Anhängern mitgeführten Motorrädern bei der Huber-Werkstätte in der Linzer Straße vorbei. Da immer wieder etwas repariert und nicht selten noch um zwei Uhr in der Nacht um Benzin gebeten wurde, entwickelte sich eine freundschaftliche Beziehung zwischen Friedrich Huber und Fritz Dirtl. Dirtl wurde zum Idol der Huber-Buben, für die ihr Vater 1950 ein Speedway-Beiwagengespann gebaut hatte. 1954 hatte Friedrich Huber Fritz Dirtl gebeten, für seinen Sohn Günther Firmpate zu werden. Dirtl nahm die Bitte gern an, war aber selbst noch nicht gefirmt und hätte laut Kirchenrecht das Amt nicht antreten können. Vater Friedrich schaffte Abhilfe, indem er am Tag der Firmung als Göd von Fritz Dirtl fungierte, der daraufhin, nunmehr gefirmt, sein Amt als Pate von Günther Huber antreten konnte.

## Das Huber-Motorradgespann
1950 konstruierte Friedrich Huber für seine Söhne ein Speedway-Motorradgespann. Huber fertigte einen Rahmen mit einer Teleskopgabel vorne und einer hinteren Teleskopfederung. Das Motorrad hatte bei einer Sattelhöhe von 55 cm und einer Spurbreite von 65 cm, eine  Gesamtlänge von einem Meter und 40 cm. Das Fahrzeug, das sowohl Vorder- wie auch Hinterradbremse hatte, wurde von einem 98-cm3-Sachsmotor angetrieben und hatte ein Zweiganggetriebe mit Fußschaltung. Der 2,3 PS-Motor brachte das Gespann auf eine Höchstgeschwindigkeit von 50 km/h.
Günther und Peter Huber fuhren mit dem Gespann unter anderem bei den Sandbahnrennen in St. Pölten, Wels und Baden bei Wien und waren dort die Attraktion in den Rennpausen. Österreichs Speedway-Meister Fritz Dirtl bestritt nach seinem Sieg in St. Pölten 1950 seine Ehrenrunde auf dem Gespann. Bei der Niederösterreichischen Landesausstellung, die 1950 in St. Pölten stattfand, wurde das Gespann am Stand von Friedrich Huber den Besuchern präsentiert.